# リボラジ!〜ぶっちゃけチョイス攻略大作戦!〜
『リボラジ!〜ぶっちゃけチョイス攻略大作戦!〜』は、テレビアニメ『家庭教師ヒットマンREBORN!』との連動番組としてマーベラスエンターテイメント公式サイト上で配信中のインターネットラジオ番組。2009年11月9日から、毎週月曜更新。

## パーソナリティ
- 市瀬秀和（獄寺隼人役）通称 - ごっきゅん
- 井上優（山本武役）通称 - もっちゃん

## ゲスト
- 第1回・第2回 - 津田健次郎（大人ランボ・スパナ役）
- 第3回・第4回 - 上原健太（ジャンニーニ役）
- 第5回・第6回 - KENN（ディーノ役）
- 第7回・第9回 - 明坂聡美（クローム髑髏役）
- 第10回・第11回 - 山岸門人（デイジー役）
- 第12回・第13回 - 豊永利行（柿本千種・入江正一役）
- 第14回・第15回 - 細見大輔（幻騎士役）
- 第16回・第17回 - 大山鎬則（白蘭役）
- 第18回・第19回 - 南條愛乃（ユニ役）